# Wipperfürth
Wipperfürth è una città di 20 879 abitanti della Renania Settentrionale-Vestfalia, in Germania.
Appartiene al circondario di Oberberg (targa GM).
Wipperfürth si fregia del titolo di "Media città di circondario" (Mittlere kreisangehörige Stadt).

## Economia

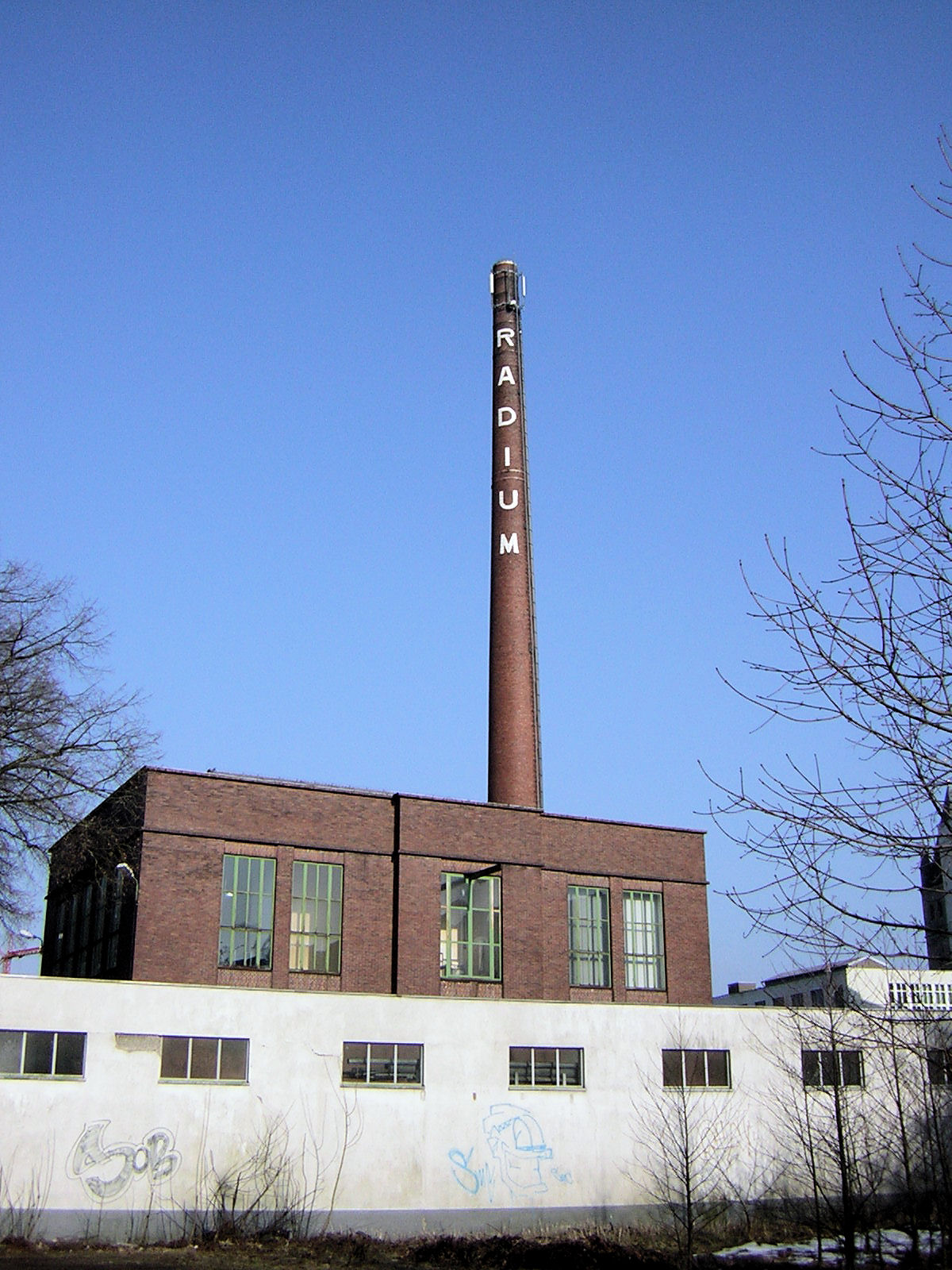
La sede Radium

Durante la rivoluzione industriale vennero fondate diverse società tessili. Nei tempi odierni sono state insediate società elettrotecniche, di produzione di polimeri, metallurgiche e cartiere. Storicamente una delle più antiche ancora presente è la Radium Lampenwerk, fondata nel 1904 e fino al 2016 del gruppo Osram. Un gruppo industriale notevole è, dal 1931, l'industria Voss produttrice di rubinetterie e raccordi per fluidi idraulici e pneumatici, in particolare nel settore automotive. La scoeità Jockey Plastik è presente sul territorio nella lavorazione di polimeri per l'imballaggio. Altre aziende del settore sono la HEW, Richter Kabel, Müller Plastik e nei polimeri, EXTE, W.Bosch, Nawrot e Polifilm.